# 콜레코르비노
콜레코르비노(이탈리아어: Collecorvino)는 이탈리아 아브루초주 페스카라도에 위치한 코무네다.